# Maurizio Rolli
Maurizio Rolli (Pescara, 22 giugno 1965) è un bassista, contrabbassista e compositore italiano.
Collabora attivamente come consulente, endorser e dimostratore con le ditte Markbass e F-Bass; è inoltre insegnante di basso elettrico e Contrabbasso Jazz presso il Conservatorio Luisa D'Annunzio di Pescara.  
Innumerevoli le collaborazioni tra cui spiccano: Chaka Khan, Virginia Raffaele, Winton Marsalis, Jim Hall, Mike Stern, Vince Mendoza, Diane Shuur, Tosca, Dave Weckl, Peter Erskine, Omar Hakim, Alex Acuña, Bob Mintzer, Dave Liebman, Bill Evans, Hiram Bullock,Metropole Orkest, Chicago Jazz Orchestra, Frank Gambale, Otmaro Ruiz, Rachel Z, Enrico Pieranunzi, Shai Maestro e moltissimi altri. 

## Biografia
Maurizio Rolli nasce a Pescara il 22 giugno 1965. Si diploma in contrabbasso e musica jazz al Conservatorio Luisa D'Annunzio di Pescara.
Attivo nel mondo del jazz fin dagli anni '80 con partecipazioni a festival di rilievo, la sua attività di jazzista diventa più serrata negli anni '90. A metà anni '90 è compositore ed arrangiatore della IS Ensemble, con cui pubblicherà l'album omonimo nel 1996. Nel 1997 realizza assieme a Diana Torto l'album Norwegian Mood (Philology Records), con la partecipazione di Roberto Ottaviano, Filiberto Palermini e Paolo Damiani. Al progetto viene assegnato il Premio Barga Jazz. Forma il quintetto Archivi Sonori, con cui realizza l'album omonimo nel 2003 nello stesso anno. Maurizio Rolli è stato bassista dei R.A.R.E. quartetto italo-americano composto da Alex Acuña (percussioni), Otmaro Ruiz (piano) e Gianluca Esposito (saxes) e del Trio "X-PERIENCE" comprendente Hiram Bullock (chitarra) e Israel Varela (batteria).
Nel 2000 diventa direttore della Orchestra jazz dell'Accademia Musicale Pescarese, cambiandone il nome in A.M.P. Big Band, primo embrione di quella che diventerà la Rolli's Tones Big Band. Con questa orchestra produce Moodswings: A Tribute to Jaco Pastorius (Teen Town Club, 2003), un album dedicato al talentuoso bassista in occasione del cinquantesimo anniversario della sua nascita, che vede la partecipazione di Michael Manring e Mike Stern. L'album, presenta brani reinterpretati e riarrangiati da Maurizio Rolli & A.M.P. Big Band, recensito come "Cd del mese" dalla rivista statunitense Bassplayer.
L'ultimo album del 2009 è Rolli's Tones della sua Rolli's Tones Big Band, propone brani propri affiancati a riarrangiamenti in chiave jazz-Big Band, di classici del rock come And I Love Her dei Beatles, Every Breath You Take dei Police, Changes degli Yes ed altri brani di Ozzy Osbourne, Rush e Aerosmith.
Molti gli ospiti presenti, tra questi Mike Stern, Bob Sheppard, Hiram Bullock, Stefano Cantini, Achille Succi, Peter Erskine e Bob Franceschini. Il successo ottenuto con questo album lo porta poi a suonare con orchestre statunitensi come la Chicago Jazz Orchestra, e la Metropole Orkest diretta da Vince Mendoza.
Nel 2013 pubblica l'album “7 in latino” (Wide Sound) che lo vede al fianco di Javier Girotto, Alex Acuña Otmaro Ruiz, Israel Varela ed altri musicisti tutti diversamente latini, in un percorso musicale che dal pop europeo porta fino al Sud America.
È del 2009 la produzione da parte del celebre laboratorio di liuteria polacco "Mayones" di un basso fretless "Maurizio Rolli signature", uno degli strumenti migliori sul mercato usato da alcuni dei migliori bassisti del mondo, tra cui il leggendario Marcus Miller.
È l’unico musicista italiano intervistato nella biografia ufficiale di Jaco Pastorius di Bill Milkovski. 
E' Stato bassista del Trio di Dave Weckl e Dean Brown, Trio of Oz (di Omar Hakim & Rachel Z) e, per più di tre anni, il bassista del Trio di Hiram Bullock (alla chitarra) e Israel Varelaalla batteria.
È l’autore del “best seller” n.1 di Amazon “The bass Journal-un piano di studi per il Bassista contemporaneo” edito da Volontè edizioni nel 2021.

## Discografia
- 1996 - IS Ensemble
- 1998 - Norwegian Mood,  D.Torto, P.Damiani, R.Ottaviano, F.Palermini
- 2003 - Moodswings - a tribute to J.Pastorius,  feat. M.Stern, M.Manring, A.M.P. Big Band
- 2003 - Wide Christmas - Christmas Jazz Songs,  feat. Bosso, Manzi, Torto, Filippini
- 2003 - Archivi sonori,  con Mike Stern, Bob Mintzer, Otmaro Ruiz, Danny Gottlieb
- 2009 - Rolli's tones,  con, tra gli altri, Peter Erskine alla batteria, Hiram Bullock alla voce ed alla chitarra elettrica, Mike Stern alla chitarra elettrica, Bob Franceschini e Bob Sheppard al sax tenore
- 2013 - 7 in Latino,  con, Otmaro Ruiz tastiere, Alex Acuna percussioni, Israel Varela Batteria, Javier Edgardo Girotto sax e sax soprano, Manuel Trabucco sax contralto e sax soprano, Gianluca Esposito sax e sax soprano
- 2025 - Sound Archives “Time Machine” con Peter Erskine, Bob Mintzer, Emanuela Di Benedetto, Gianluca Caporale, Giulio Gentile, Luca Di Muzio.

## Premi ed onorificenze
- 1997 - Premio Barga Jazz
- 1998 - Premio Iceberg - Bologna '98 con il 'Kaos Ensemble' di Alfredo Impullitti
- 1998 - New Talents, Roccella Ionica
- 2000 - Baronissi Jazz 2000 (con il quartetto di Max Ionata).